# Brillenmeise
Die Brillenmeise (Baeolophus wollweberi), früher auch Zügelmeise genannt, ist eine in Nord- und Mittelamerika vorkommende Singvogelart aus der Familie der Meisen (Paridae). 

## Beschreibung

### Aussehen
Die Brillenmeise erreicht eine Länge von zehn Zentimetern und ein Gewicht von acht bis zwölf Gramm. Arttypisch ist eine vorne schwarz und hinten weiß gefärbte Federhaube, die zuweilen angelegt wird. Am hinteren Kopfteil befindet sich zu beiden Seiten ein halbmondförmiges schwarzes Band. Die Kehle ist ebenfalls schwarz. Namensgebend ist das schwarze Zügelband. Die Unterseite ist weißlich bis cremefarben, die Oberseite grau. Die Geschlechter unterscheiden sich kaum. Die Brillenmeise ähnelt in ihrem äußeren Erscheinungsbild der in Europa verbreiteten Haubenmeise (Lophophanes cristatus).

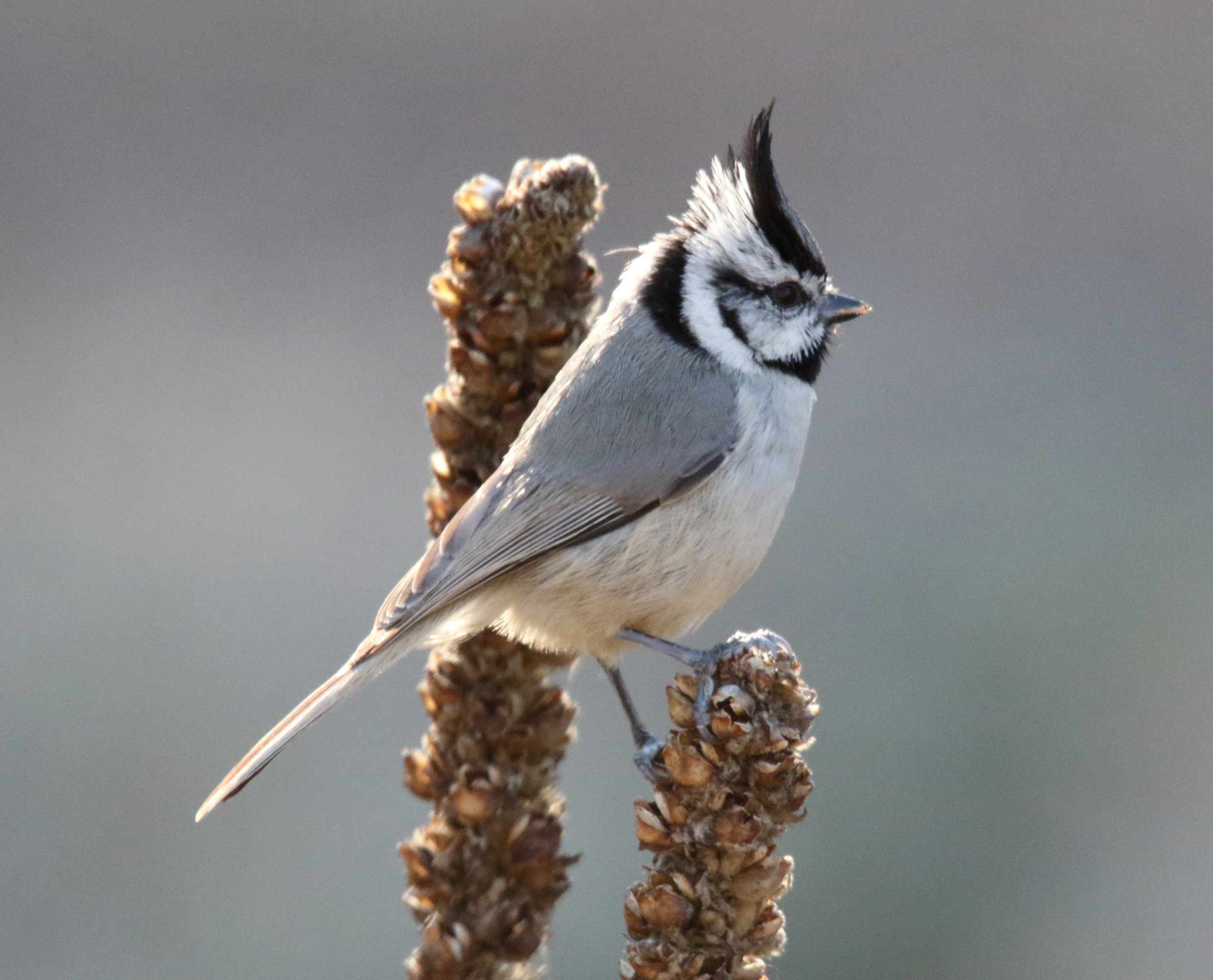
Brillenmeise
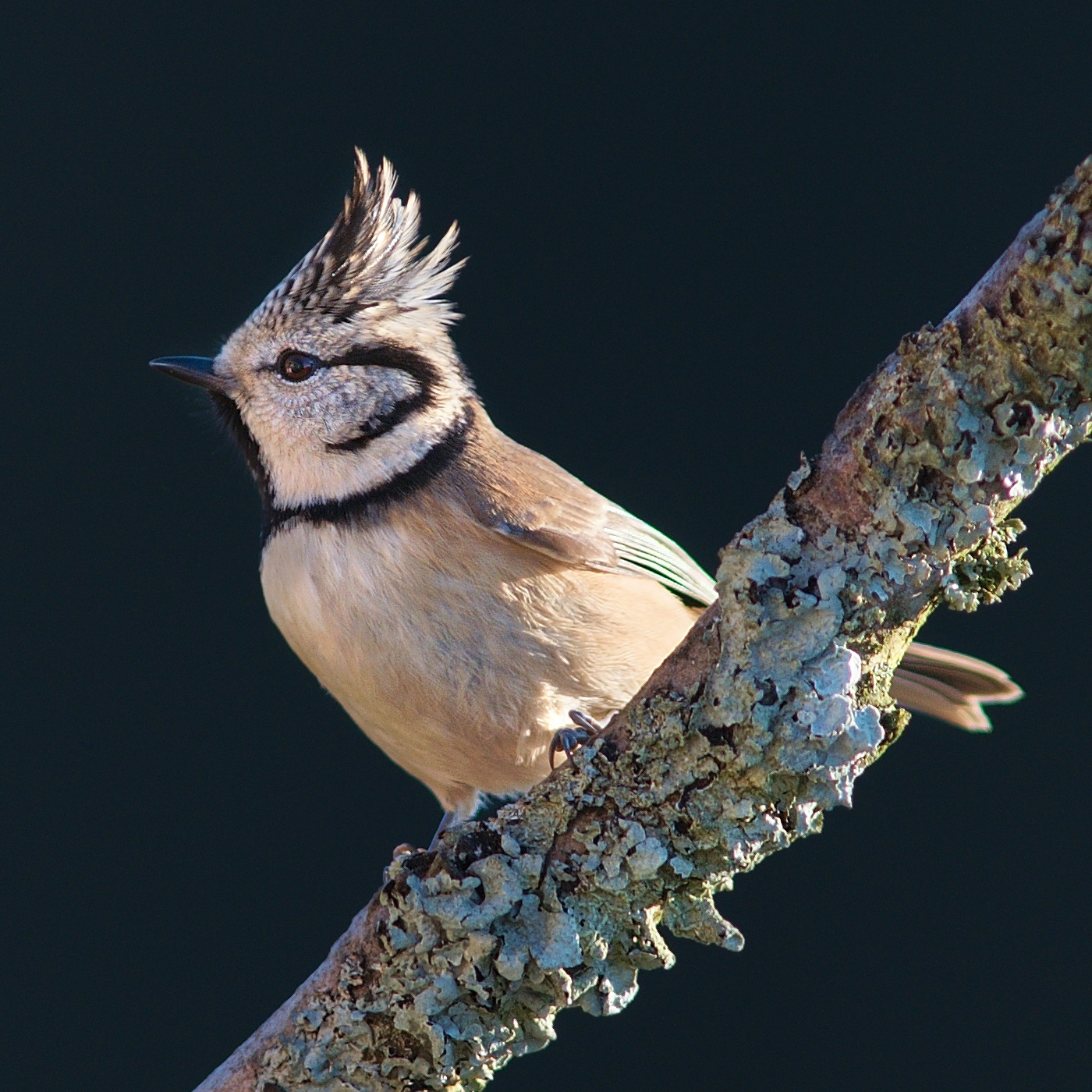
Haubenmeise (zum Vergleich)

### Lautäußerungen
Der Ruf der Brillenmeise ist ein metallisch klingendes „psit“ oder „zik“.

## Verbreitung und Lebensraum
Das Verbreitungsgebiet der Brillenmeise erstreckt sich vom Süden Arizonas und New Mexicos bis nach Mexiko. Sie lebt  bevorzugt in Eichenwäldern (Quercus), gelegentlich auch in Mischwäldern.

## Lebensweise
Während der Brutzeit im Sommer leben die Paare einzeln, danach sind sie oftmals in Gruppen anzutreffen. Sie ernähren sich in erster Linie von verschiedenen Insektenarten und Spinnentieren, zuweilen picken sie auch an Eicheln.
Das Nest wird in bereits vorhandenen Hohlräumen von Bäumen angelegt. Die Eier werden zwischen April und Juni gelegt. Eine zweite Brut erfolgt nur, wenn die erste verloren geht. Ein Gelege besteht in der Regel aus fünf bis sieben Eiern. Die Weibchen brüten dann 13 bis 14 Tage. Nach 18 bis 20 Tagen fliegen die Jungen aus. In Nordamerika ist die Brillenmeise die einzige Art, bei der sich Artgenossen an der Aufzucht der Jungen beteiligen.

## Gefährdung
Die Brillenmeise ist in ihren Verbreitungsgebieten nicht selten und wird demzufolge von der Weltnaturschutzorganisation IUCN als  „least concern = nicht gefährdet“ klassifiziert. Sie ist vom United States Fish and Wildlife Service gemäß dem Migratory Bird Treaty Act geschützt.

## Unterarten
Folgende Unterarten werden unterschieden:
- Baeolophus wollweberi caliginosus Van Rossem, 1947
- Baeolophus wollweberi phillipsi Van Rossem, 1947
- Baeolophus wollweberi vandevenderi Rea, 1986
- Baeolophus wollweberi wollweberi Bonaparte, 1850